# Funktionsorientierte Entwicklung
Der Begriff Funktionsorientierte Entwicklung stammt aus dem Bereich der mechatronischen Systementwicklung im Automobilbau, ist jedoch für alle Disziplinen der Produktentwicklung ein relevantes Thema.
Er bezeichnet einen im Gegensatz zur Bauteilorientierten Entwicklung stehenden domänenübergreifenden und durchgängigen Entwicklungsprozess. Dabei werden von einem Kundenwunsch sogenannte Kundenerlebbare Funktionen abgeleitet und schrittweise auf die Ebene der technischen Realisierung heruntergebrochen. Der Entwicklungsprozess muss dabei mehrere Zwischenebenen, wie beispielsweise eine Ebene der logischen Funktionen, durchlaufen.
Damit soll sichergestellt werden, dass die Entwicklung aller mechatronischen Komponenten aufeinander abgestimmt ist und diese als Gesamtsystem funktionieren. 
Hintergrund der Funktionsorientierung in der Automobilindustrie sind die explosionsartig komplexer werdenden mechatronischen Zusammenhänge (Sicht der Steuergeräte) durch vermehrten Einsatz von Informationstechnik, die in Verbindung mit kürzer werdenden Innovationszyklen zunehmend schwieriger zu beherrschen sind.
Von der Funktionsorientierten Entwicklung versprechen sich die Entwickler Produkte, die in höherem Maße den eigentlichen Kundenbedarf decken und sich gleichzeitig durch eine hohe Kosten/Nutzeneffizienz auszeichnen.